# Massimo Carminati
Massimo Carminati, noto anche con lo pseudonimo di il Cecato (Milano, 31 maggio 1958), è un criminale e terrorista italiano.
Avvicinatosi in gioventù agli ambienti dell'estrema destra fino a diventare esponente del gruppo eversivo d'ispirazione neofascista Nuclei Armati Rivoluzionari, veterano della guerra civile libanese, per poi  frequentare gli ambienti del crimine organizzato, ed entrare nell'organizzazione mafiosa romana nota come Banda della Magliana.
È stato arrestato nel dicembre 2014 nell'ambito dell'inchiesta Mafia Capitale e condannato in appello nel 2018 a 14 anni e sei mesi di reclusione; la condanna è stata poi annullata, con rinvio per la riformulazione della pena, nel giudizio in cassazione.
Il 16 giugno 2020 fu di nuovo libero per scadenza dei termini di custodia cautelare.

## Biografia
Nato a Milano, Carminati si trasferisce a Roma con la famiglia negli anni sessanta. Nella capitale inizia a frequentare la sezione del MSI di Marconi e poi quella del FUAN di via Siena nel quartiere Nomentano. Milita per qualche tempo anche in Avanguardia Nazionale partecipando alle manifestazioni e agli scontri di piazza degli anni di piombo e cominciando ad accumulare un certo prestigio personale negli ambienti dell'estrema destra romana, grazie alla sua spericolatezza e alla sua violenza, ricevendo varie denunce per reati di rissa, violenza ed aggressione.
All'Istituto Paritario Mons. Tozzi, nella zona di Monteverde, è compagno di scuola di Alessandro Alibrandi, Franco Anselmi, con cui dividerà poi un'abitazione a Perugia ove entrambi frequenteranno per qualche tempo la locale università, e Valerio Fioravanti, con cui si incontra spesso al «Fungo», il bar all'EUR ritrovo di neofascisti e di criminali e malavitosi romani. Attraverso queste frequentazioni Carminati inizia a percorrere la doppia strada della militanza politica eversiva e della malavita comune, a mero scopo di lucro, diventando in breve il vero prototipo del criminale mercenario.  
Il 6 marzo 1978 nella rapina all'armeria Centofanti muore Anselmi, ucciso dal proprietario. Come vendetta i NAR fanno esplodere una bomba contro l'armeria, atto per cui Carminati sarà indiziato, ma mai condannato.

### L'eversione nera con i NAR
(Un attimo... vent'anni di Daniele Biacchessi)
Valerio Fioravanti, che lo considera come "uno che non voleva porsi limiti nella sua vita spericolata, pronto a sequestrare, uccidere, rapinare, partecipare a giri di droga, scommesse, usura", ritiene il suo profilo criminale adatto per il percorso di lotta armata che i suoi Nuclei Armati Rivoluzionari intendono seguire, tanto da coinvolgerlo in molte azioni criminose e utilizzarlo come intermediario con la malavita romana, grazie alle diverse conoscenze che nel corso degli anni Carminati aveva accumulato, alla sua dimestichezza con gli ordigni esplosivi e alla disponibilità di materiale esplodente che poteva vantare in quegli anni.
Il 27 novembre 1979 a 21 anni partecipa, assieme a esponenti dei NAR e di Avanguardia Nazionale come Valerio Fioravanti, Domenico Magnetta, Peppe Dimitri e Alessandro Alibrandi, alla rapina di autofinanziamento del gruppo ai danni della filiale della Chase Manhattan Bank di piazzale Marconi all'EUR. Successivamente parte del bottino, consistente in traveller cheque, sarà affidata per essere riciclata da Carminati e Alibrandi a Franco Giuseppucci, boss della Banda della Magliana che nel gennaio del 1980, nell'organizzare l'operazione di ripulitura, sarà poi arrestato con l'accusa di ricettazione.
Sempre nel 1979 si presume che Carminati assieme ad altri militanti neri si sia attivato per la liberazione di Paolo Aleandri, un giovane neofascista orbitante nella galassia dei NAR a cui Franco Giuseppucci, boss della Banda della Magliana, aveva affidato in custodia un borsone pieno di armi mai riconsegnate che, utilizzate da vari esponenti della destra eversiva, erano andate disperse. Aleandri, più volte sollecitato, non era più stato in grado di restituirle ed era stato quindi rapito il 1º agosto dagli uomini della Magliana. A quel punto Carminati e altri militanti si attivarono rimediando altre armi (due mitra MAB modificati e due bombe a mano) in sostituzione delle originali andate perdute e dopo 31 giorni di prigionia, Aleandri fu liberato. Si presume che i due mitra modificati siano entrati a far parte dell'arsenale che la Banda della Magliana nascose nei sotterranei del Ministero della Sanità e uno dei due fu addirittura riconosciuto dal pentito Maurizio Abbatino tra quelli rinvenuti sul treno Taranto-Milano nel tentativo di depistaggio legato alla strage alla stazione ferroviaria di Bologna del 2 agosto 1980, reato per il quale è stato poi assolto in via definitiva in Cassazione.
Tra il 1980 e i primi mesi del 1981 Carminati si trova in Libano insieme ad altri componenti dei NAR a sostenere i falangisti cristiano maroniti di Kataeb nella guerra civile contro i palestinesi.
Il 13 gennaio 1981 in una valigetta rinvenuta su un treno contenente un fucile da caccia, due biglietti aerei a nome di due estremisti di destra, del materiale esplosivo T4 dello stesso tipo utilizzato per la strage di Bologna fu rinvenuto anche un mitra MAB proveniente dal deposito/arsenale della banda all'interno del Ministero della Sanità. Analizzando proprio quell'arma gli inquirenti poterono risalire ai legami tra la Banda e la destra eversiva dei Nuclei Armati Rivoluzionari. Per questa vicenda il 9 giugno 2000 nel processo di primo grado Carminati fu condannato a 9 anni di reclusione assieme al generale del SISMI Pietro Musumeci, al colonnello dei carabinieri Giuseppe Belmonte, al colonnello del SISMI Federigo Mannucci Benincasa e a Licio Gelli. Dell'episodio furono infine ritenuti responsabili, con sentenza definitiva, i soli Musumeci e Belmonte, mentre Carminati è stato poi assolto in appello.
Fu incriminato e poi assolto anche per l'omicidio del giornalista Mino Pecorelli; secondo Antonio Mancini, pentito della Banda della Magliana interrogato l'11 marzo 1994, "fu Massimo Carminati a sparare assieme ad Angiolino il biondo (Michelangelo La Barbera, ndr). Il delitto era servito alla Banda per favorire la crescita del gruppo, favorendo entrature negli ambienti giudiziari, finanziari romani, ossia negli ambienti che detenevano il potere". Dopo tre gradi di giudizio, nell'ottobre del 2003 la Corte di Cassazione emanò una sentenza di assoluzione "per non avere commesso il fatto" sia per i supposti mandanti sia per i supposti esecutori materiali dell'omicidio (Carminati e La Barbera), valutando le testimonianze dei pentiti come non attendibili.
Colpito da mandato di cattura per le azioni con i NAR, Massimo Carminati fu arrestato il 20 aprile 1981, a 23 anni. Fu catturato mentre tentava di fuggire all'estero in compagnia dei due avanguardisti Domenico Magnetta e Alfredo Graniti. Arrivati nei pressi del valico del Gaggiolo (in provincia di Varese) a bordo di una Renault 5 azzurra che viaggiava a fari spenti e con l'intento di espatriare clandestinamente in Svizzera, i tre si imbatterono in un posto di blocco della polizia. Tentarono di scappare, ma la polizia che li aspettava alla frontiera, probabilmente grazie a una soffiata di Cristiano Fioravanti fresco di pentimento, aprì il fuoco su loro, convinti che nell'auto ci fossero i capi superstiti dei NAR: Francesca Mambro, Giorgio Vale e Gilberto Cavallini. La raffica colpì la fiancata dell'auto e un proiettile trapassò il parabrezza infilandosi nell'orecchio sinistro di Carminati fino a raggiungere l'occhio. Gli altri due rimasero illesi. Portato d'urgenza in ospedale, sopravvisse perdendo l'uso dell'occhio sinistro. A bordo dell'auto furono ritrovati 25 milioni di lire e tre diamanti. Fu il primo arresto per Carminati. In seguito gli venne dato il soprannome di "il Pirata" a causa della benda all'occhio.
Secondo la ricostruzione fornita dal suo avvocato Giosuè Bruno Naso, durante l'udienza del 27 giugno 2017 al processo "Mafia Capitale" le cose andarono diversamente: Carminati scese dall'auto disarmato e con le braccia alzate e gli agenti gli si posero di fronte sparandogli in faccia a bruciapelo; nella stessa udienza l'avvocato Naso continua ricordando che gli agenti coinvolti furono sottoposti a procedimento penale per eccesso colposo di legittima difesa, procedimento poi chiuso per l'amnistia del 1986; in questa ricostruzione si conferma peraltro la circostanza della soffiata di Fioravanti; l'avvocato Naso conclude questa ricostruzione affermando che l'operazione fu architettata dagli agenti della DIGOS di Roma e che "Carminati doveva morire perché doveva diventare, da morto, l'autore della strage di Bologna".
Il 28 maggio 1982 viene rinviato a giudizio insieme ad altri cinquantacinque neofascisti del gruppo dei NAR: il giudice istruttore contesta diversi capi di imputazione che vanno dalla strage alla rapina, all'omicidio, alla violazione della legge sulle armi, al danneggiamento doloso. Ad agosto di quell'anno viene però scarcerato per motivi di salute, ma tornerà ben presto in carcere il 6 ottobre con altri ventuno militanti neofascisti accusati di banda armata e associazione sovversiva.

### Legami con la Banda della Magliana
Dopo gli anni della militanza politica e successivamente della commistione fra eversione politica e malavita comune, preferendo alla lotta ideologica l'utilità economica, Carminati finì per convogliare tutti i suoi sforzi nella criminalità organizzata che nella capitale in quella seconda metà degli anni settanta era contraddistinta da una pressoché totale egemonia della Banda della Magliana.

### Processi e condanne
Il curriculum criminale di Carminati maturato all'ombra dei NAR e della Banda della Magliana, anche in virtù della sua figura di anello di congiunzione tra la criminalità romana ed i gruppi eversivi di estrema destra, fu oggetto di diversi processi nei confronti dell'estremista nero, alcuni dei quali riguardanti i misteri più controversi della Repubblica Italiana, da cui Carminati uscì quasi sempre assolto.
Fu assolto per non aver commesso il fatto nel procedimento per l'omicidio del giornalista Mino Pecorelli e in quello per il tentativo di depistaggio legato alla strage alla stazione ferroviaria di Bologna.
Stessa sorte nel processo per l'omicidio di Fausto e Iaio (Fausto Tinelli e Lorenzo Iannucci), i due militanti di sinistra assassinati a Milano la sera del 18 marzo 1978 con 8 colpi di pistola. Con Carminati furono indagati Claudio Bracci e Mario Corsi, altri due neofascisti romani, per cui il 6 dicembre 2000 il Giudice per le indagini preliminari del Tribunale di Milano Clementina Forleo decretò l'archiviazione del procedimento a loro carico. Si mette così la parola fine a un'inchiesta durata 22 anni e indirizzata sin dall'inizio verso gli ambienti dell'estremismo neofascista con: "pur in presenza dei significativi elementi indiziari a carico della destra eversiva ed in particolari degli attuali indagati, appare evidente allo stato la non superabilità in giudizio del limite appunto indiziario di questi elementi, e ciò soprattutto per la natura de relato delle pur rilevanti dichiarazioni", come recitano le conclusioni del documento di archiviazione.
Nell'aprile del 1987 a Roma Massimo Carminati fu condannato a 3 anni e mezzo di reclusione in via definitiva per la rapina alla filiale della Chase Manhattan Bank del 27 novembre 1979, nove i capi d'imputazione: tra cui la rapina, il porto illegale di armi, la ricettazione, le lesioni personali. Su questa pena intervenne l'indulto del 1986. Su questa condanna intervenne un altro indulto per cui fu disposta la riduzione della pena per liberazione anticipata nel 1992 e, avendo Massimo Carminati dato prova di partecipazione all'opera di rieducazione, gli fu riconosciuto un ulteriore sconto di 7 mesi.
Nel 1988 a Milano Massimo Carminati fu condannato dalla corte d'appello per ricettazione, reato avvenuto il 20 aprile 1981. La condanna a 8 mesi fu cancellata dall'indulto del 1990.
Nel 1991 a Roma Massimo Carminati fu condannato a un anno con sentenza definitiva sei mesi e venti giorni di carcere per rapina, detenzione illegale di armi e munizioni, porto illegale di armi. L'indulto del 1990 gli condonò l'intera pena. 
Invece nel processo che vide alla sbarra l'intera Banda della Magliana, iniziato a Roma il 3 ottobre 1995 in cui 69 appartenenti al clan furono chiamati a rispondere a reati quali traffico di sostanze stupefacenti, estorsioni, riciclaggio, omicidio, rapina e soprattutto associazione a delinquere di stampo mafioso, il pubblico ministero Andrea De Gasperis chiese, per Carminati, una pena di 25 anni di carcere. Il processo fu istruito grazie alle rivelazioni del pentito Maurizio Abbatino che la mattina del 16 aprile 1993 portarono in carcere boss, seconde linee e fiancheggiatori dell'organizzazione capitolina, nella maxi-operazione di polizia denominata "Colosseo". Dopo due gradi di giudizio, il 27 febbraio 1998 Carminati fu condannato a 10 anni di reclusione in primo grado, ridotti a 6 anni e 6 mesi in appello.  In seguito, a causa del cumulo delle condanne la pena diventò di 11 anni e 9 mesi, in parte già scontati. Il magistrato di sorveglianza nel 2006 dispose anche la revoca della libertà vigilata.

### Sviluppi successivi
Nell'aprile 2005 il Tribunale di Perugia ha condannato Massimo Carminati a quattro anni di reclusione per un furto avvenuto a Roma il 17 luglio 1999 ai danni del caveau della Banca di Roma che si trovava all'interno al Palazzo di Giustizia di Piazzale Clodio. Considerato la mente di tutta l'operazione, assieme ad una banda composta da circa 23 persone compresi i complici interni, Carminati riuscì a trafugare da 147 cassette di sicurezza di "proprietà" di dipendenti del palazzo 17 miliardi di lire in oro e gioielli, oltre a diversi documenti riservati appartenenti a giudici e pubblici ministeri che sarebbero serviti per ricattare alcuni magistrati.
Il 21 aprile 2010 a Roma la sentenza della Cassazione conferma la pena a 4 anni. Nel maggio del 2010 il procuratore generale di Perugia dispone la sospensione dell'esecuzione della pena. Poi arriva l'indulto del 2006: a luglio 2010, tre mesi dopo, Carminati ottiene l'affidamento in prova e a gennaio 2011 la pena è estinta. Dopo nuovi ricalcoli gli resta un anno da scontare e l'interdizione dai pubblici uffici.

#### Mafia Capitale
Il 2 dicembre 2014 è arrestato dai carabinieri del ROS insieme ad altre 36 persone (tra cui Salvatore Buzzi, ritenuto suo braccio destro) con l'accusa di associazione a delinquere di stampo mafioso, estorsione aggravata, trasferimento fraudolento di valori, corruzione, turbativa d'asta, false fatturazioni nell'ambito dell'inchiesta Mondo di Mezzo della procura di Roma. L'inchiesta, chiamata anche Mafia Capitale, riguarda le infiltrazioni mafiose nel tessuto imprenditoriale, politico ed istituzionale della città, attraverso un sistema corruttivo finalizzato ad ottenere l'assegnazione di appalti e finanziamenti pubblici dal Comune di Roma e dalle aziende municipalizzate, con interessi anche nella gestione dei centri di accoglienza degli immigrati e nel finanziamento di cene e campagne elettorali tra cui quella dell'ex sindaco Gianni Alemanno che figura tra gli indagati, posizione poi archiviata.
Secondo gli inquirenti Carminati aveva rapporti anche con i vertici delle tifoserie romane: sul versante laziale poteva contare sull'appoggio di Fabrizio Piscitelli detto Diabolik, poi ucciso in un agguato nell'agosto 2019, estremista affiliato al clan camorristico dei Senese e al comando della batteria di Ponte Milvio insieme ad albanesi e napoletani fino a che non è stato arrestato nel settembre 2013 (nel 2007 aveva tentato la scalata alla Lazio), mentre su quello romanista i suoi riferimenti erano Mario Corsi, ex compagno nei NAR e ora conduttore di trasmissioni radiofoniche sulla Roma, il ds Daniele Pradè e Marco Staffoli, marito dell'ex presidente Rosella Sensi.
Carminati aveva inoltre rapporti di collaborazione con Angelo Maria Monaco, cugino dell'attrice Ornella Muti la cui figlia Naike Rivelli era fidanzata con un uomo del boss Michele Senese, e con Giovanni De Carlo, noto come Giovannone e amico di parecchi personaggi famosi come Belén Rodríguez, Giuseppe Sculli, Daniele De Rossi, Gigi D'Alessio e Teo Mammucari. Risulta poi che Carminati avesse rapporti con Ernesto Diotallevi (anima finanziaria della Banda della Magliana e sodale del cassiere della mafia Pippo Calò), il clan dei Casamonica, il clan catanese di Nitto Santapaola che gli commissionava gli omicidi da compiere nella Capitale, i calabresi delle 'ndrine Piromalli (referenti romani Rocco Rotolo e Salvatore Ruggiero) e Mancuso anche attraverso l'imprenditore calabrese Giovanni Campennì, in contatto anche con Salvatore Buzzi.
Il 13 dicembre è trasferito dal carcere di Rebibbia a quello di Tolmezzo in provincia di Udine per incompatibilità ambientale. Il 25, dopo essere stato sottoposto al regime del 41-bis, è trasferito al carcere di Parma. Il 12 gennaio 2015 i PM della procura di Roma chiedono per lui e altri 10 indagati la sorveglianza speciale, l'obbligo di soggiorno e la confisca dei beni. Il 1º giugno il GIP accoglie la richiesta dei PM per il giudizio immediato. Il 5 novembre inizia il processo per Carminati e altri 33 indagati. Il 27 aprile 2017, al processo per Mafia Capitale, i PM e i 2 sostituti procuratori della procura di Roma chiedono la sua condanna a 28 anni di carcere. L'ex NAR è ritenuto dalla procura il capo e l'organizzatore dell'associazione mafiosa. Il 20 luglio è condannato a 20 anni di reclusione dal tribunale ordinario di Roma per associazione a delinquere.
L'11 settembre 2018 la terza sezione della corte d'appello di Roma ripristina il disposto dell'articolo 416 bis del codice penale, riconoscendo la sussistenza del "metodo mafioso". La corte d'appello di Roma condanna Buzzi e Carminati a 18 anni e 4 mesi di reclusione per il primo e 14 anni e 6 mesi per il secondo. Il 22 ottobre 2019 la corte di cassazione, di nuovo, non riconosce l'aggravante del "metodo mafioso", annullando il 416 bis senza ulteriori rinvii, ma stabilendo che sia celebrato un nuovo processo in corte di appello, solo per la rimodulazione delle pene, in base alla nuova sentenza. Il 16 giugno 2020 lascia il carcere di Oristano su decisione del tribunale della libertà per scadenza dei termini di custodia cautelare tornando così in libertà dopo 5 anni e 7 mesi di detenzione.
Il 9 marzo 2021 la corte d'appello condanna Carminati a 10 anni e Buzzi a 12 anni e 10 mesi. Il 28 settembre 2022 la Cassazione conferma le condanne per i due.
Nel settembre del 2023 la procura di Roma chiede sei mesi di reclusione per Carminati accusato di usura in uno dei filoni di "Mafia Capitale" per aver tentato di acquistare dell'oro in Africa.
Il 28 febbraio 2025 torna in carcere per scontare 3 anni e quattro mesi di pena residua per corruzione.

## Nei media
La figura di Carminati ha liberamente ispirato il personaggio del "Nero" nel libro Romanzo criminale, scritto nel 2002 da Giancarlo De Cataldo e riferito alle vicende realmente avvenute della Banda della Magliana. Nell'omonimo film del 2005 diretto da Michele Placido tratto dallo stesso romanzo, il personaggio del "Nero" è interpretato dall'attore Riccardo Scamarcio, e da Emiliano Coltorti nella serie televisiva diretta da Stefano Sollima.
Ha inoltre ispirato il personaggio di Samurai nel libro Suburra di Giancarlo De Cataldo e Carlo Bonini, da cui nel 2015 è stato tratto il film Suburra di Stefano Sollima, in cui Samurai è interpretato da Claudio Amendola; del libro è stata in seguito realizzata anche la trasposizione televisiva Suburra - La serie, diretta da Michele Placido, Andrea Molaioli e Giuseppe Capotondi, in cui il personaggio è interpretato da Francesco Acquaroli.
Durante una perquisizione presso la sua abitazione venne ritrovata una katana, regalo, dicono gli intercettati, di un ex alto dirigente di Finmeccanica. In seguito Carminati ha affermato che si trattava di una spada finta per sfilettare il tonno, regalatagli per prenderlo in giro dopo che era uscito il libro.